# طه عبد الباقي سرور
طه عبد الباقي سرور (1897 -1962)، عالم بالفلسفة والتصوف الإسلامي .

## سيرته
طه عبد الباقي سرور: كاتبٌ وباحثٌ مِصري، اهتمَّ بالتنقيبِ في تاريخِ التصوُّفِ الإسلامي، وألَّفَ فيهِ العديدَ من الكتبِ التي عُنِيَ فيها بدراسةِ أعلامِ المُتصوِّفين، فجاءتْ كتُبُه محيطةً ومُدقِّقةً وغنيةً في بابِها.
من مؤلَّفاتِه: «الغزالي»، و«شَخْصيات صوفية»، و«من أعلامِ التصوُّفِ الإسلامي»، و«الحسين بن منصور الحلَّاج شهيدُ التصوُّف الإسلامي»، و«رابعة العدويَّة والحياةُ الرُّوحيةُ في الإسلام»، و«مُحيي الدين بن عربي»، و«أبو عبيدة بن الجراح»، و«الشعرانيُّ والتصوُّفُ الإسلامي»، و«دولةُ القرآن»، و«خديجةُ زوجةُ الرسول»، و«جمال عبد الناصر: رجلٌ غيَّرَ وجهَ التاريخ»، و«أبو القاسم الشابي: شاعرُ الشبابِ والحرية».
تُوفِّيَ بالقاهرةِ عامَ 1962م.

## صفحات ذات صلة
التصوف الثورة الروحية في الإسلام (كتاب)